# Didier Drogba
Didier Yves Drogba Tébily (Abidjan, 11. ožujka 1978.) je bivši nogometaš iz Obale Bjelokosti koji je igrao na mjestu napadača.

## Karijera
Drogba je rođen u Abidjanu, u Obali Bjelokosti, a u dobi od 5 godina se preselio u Francusku. Nogometnu karijeru započeo je u Levalloisu, a prvi profesionalni ugovor potpisao je za Le Mans, koji je tada nastupao u Ligue 2. Nastupao je još za Guingamp i Marseille prije nego što je 2004. godine prešao u Chelsea. U Chelseaju postaje jedan od ključnih igrača, te je svojim dobrim igrama pridonio klubu pri osvajanju Premier lige 2005. i 2006., igranju u finalu Lige prvaka 2007./08. te osvajanju Lige prvaka 2011./12.
Drogba također nastupa i za reprezentaciju Obale Bjelokosti, kojoj je svojim pogodcima osigurao nastup na Svjetskim prvenstvima 2006. i 2010. godine.
Nakon jednogodišnje avanture u Kini, 28. siječnja 2013. godine Drogba potpisuje za turski Galatasaray na godinu i pol dana. Dana 19. svibnja 2014. godine Didier objavljuje odlazak iz Galatasaraya.
Nakon dvije godine, 2014. godine se ponovno vraća u Chelsea. Godine 2015. potpisao je ugovor za Montreal Impact. 

## Naslovi

### Chelsea
- FA Premier liga: 2005., 2006., 2010., 2015.
- FA kup: 2007., 2009., 2010., 2012.
- FA Community Shield: 2005., 2009.
- Engleski Liga kup: 2005., 2007., 2015.
- UEFA Liga prvaka: 2012.

## Vanjske poveznice
- Službena stranica (fr.) (engl.)